# Matías Ferreira
Matías Ferreira, vollständiger Name Matías José Ferreira Guerrero, (* 21. Januar 1994 in Dolores) ist ein uruguayischer Fußballspieler.

## Karriere
Der 1,75 Meter große Defensivakteur Ferreira wechselte Ende Februar 2015 von Defensor Sporting zum Club Sportivo Cerrito. In der Saison 2014/15 wurde er dort zehnmal in der Segunda División eingesetzt. Einen Treffer erzielte er nicht. Anfang August 2016 verpflichtete ihn der Zweitligist Canadian Soccer Club. In der Saison 2016 bestritt er zehn Zweitligaspiele und traf zweimal ins gegnerische Tor.